# Collegio plurinominale Marche - 02
Il collegio elettorale plurinominale Marche - 02 è stato un collegio elettorale plurinominale della Repubblica Italiana per l'elezione della Camera tra il 2017 ed il 2022.

## Territorio
Come previsto dalla legge elettorale italiana del 2017, il collegio era stato definito tramite decreto legislativo all'interno della circoscrizione Marche.
Il collegio comprendeva la zona definita dai tre collegi uninominali Marche - 04 (Ancona), Marche - 05 (Fano) e Marche - 06 (Pesaro).

## Dati elettorali

### XVIII legislatura
Come previsto dalla legge elettorale, 386 deputati erano eletti in 63 collegi plurinominali con ripartizione proporzionale a livello nazionale tra le coalizioni e le singole liste che avessero superato la soglia di sbarramento stabilita.
Nel collegio venivano eletti 7 deputati.
| Liste          | Liste                                | Proporzionale | Proporzionale | Proporzionale | Maggioritario | Maggioritario | Maggioritario |  |
| Liste          | Liste                                | Voti          | %             | Seggi         | Voti          | %             | Seggi         |  |
| -------------- | ------------------------------------ | ------------- | ------------- | ------------- | ------------- | ------------- | ------------- |  |
|                | Movimento 5 Stelle                   | 156 423       | 35,52         | 2             | 156 423       | 35,52         | 3             |  |
|                | Lega                                 | 71 507        | 16,24         | 1             | 134 771       | 30,61         | –             |  |
|                | Forza Italia                         | 40 197        | 9,13          | –             | 134 771       | 30,61         | –             |  |
|                | Fratelli d'Italia                    | 19 499        | 4,43          | –             | 134 771       | 30,61         | –             |  |
|                | Noi con l'Italia – UDC               | 3 568         | 0,81          | –             | 134 771       | 30,61         | –             |  |
|                | Partito Democratico                  | 102 968       | 23,38         | 1             | 118 090       | 26,82         | –             |  |
|                | +Europa                              | 10 213        | 2,32          | –             | 118 090       | 26,82         | –             |  |
|                | Italia Europa Insieme                | 3 392         | 0,77          | –             | 118 090       | 26,82         | –             |  |
|                | Civica Popolare                      | 1 517         | 0,34          | –             | 118 090       | 26,82         | –             |  |
|                | Liberi e Uguali                      | 14 830        | 3,37          | –             | 14 830        | 3,37          | –             |  |
|                | Potere al Popolo!                    | 4 873         | 1,11          | –             | 4 873         | 1,11          | –             |  |
|                | Partito Comunista                    | 3 912         | 0,89          | –             | 3 912         | 0,89          | –             |  |
|                | CasaPound                            | 3 377         | 0,77          | –             | 3 377         | 0,77          | –             |  |
|                | Il Popolo della Famiglia             | 3 145         | 0,71          | –             | 3 145         | 0,71          | –             |  |
|                | Lista del Popolo per la Costituzione | 533           | 0,12          | –             | 533           | 0,12          | –             |  |
|                | Partito Valore Umano                 | 369           | 0,08          | –             | 369           | 0,08          | –             |  |
| Totale         | Totale                               | 440 323       | 100           | 4             | 440 323       | 100           | 3             |  |
|                |                                      |               |               |               |               |               |               |  |
| Schede bianche | Schede bianche                       | 4 866         | 1,08          |               |               |               |               |  |
| Schede nulle   | Schede nulle                         | 6 775         | 1,50          |               |               |               |               |  |
| Votanti        | Votanti                              | 451 964       | 77,21         |               |               |               |               |  |
| Elettori       | Elettori                             | 585 378       |               |               |               |               |               |  |

## Eletti

### Eletti nei collegi uninominali
Eletti nel Movimento 5 Stelle
     Eletti nella coalizione di centro-destra (Lega - FI - FdI - NcI-UDC)
| Collegio uninominale | Eletto | Eletto           | Partito |
| -------------------- | ------ | ---------------- | ------- |
| 4. Ancona            |        | Patrizia Terzoni | M5S     |
| 5. Fano              |        | Maurizio Cattoi  | M5S     |
| 6. Pesaro            |        | Andrea Cecconi   | M5S     |

1. ↑  In data 21.06.2022 aderisce al gruppo Insieme per il Futuro.
2. ↑  In data 30.07.2022 aderisce al gruppo misto, non iscritti.
3. ↑  Già espulso dal partito prima delle elezioni, aderisce al gruppo misto, non iscritti; in data 20.04.2018 alla componente «MAIE-Movimento Associativo Italiani all'Estero-Sogno Italia»; in data 18.02.2019 torna nei non iscritti; in data 19.02.2019 aderisce alla componente «Europeisti-MAIE-PSI»; in data 10.03.2021 alla componente «Facciamo Eco-Federazione dei Verdi»; in data 29.07.2021 torna nei non iscritti; in data 1º agosto 2021 torna nella componente «MAIE-PSI-Facciamoeco».

### Eletti nella quota proporzionale
| Movimento 5 Stelle              | Partito Democratico | Lega                 |
| ------------------------------- | ------------------- | -------------------- |
|                                 |                     |                      |
| Roberto Rossini Martina Parisse | Alessia Morani      | Luca Rodolfo Paolini |

1. ↑  In data 27.05.2021 aderisce a Coraggio Italia; in data 23.06.2022 aderisce al gruppo misto, non iscritti; in data 07.07.2022 alla componente «Coraggio Italia».